# (11454) Mariomelita
(11454) Mariomelita est un astéroïde de la ceinture principale.

## Description
(11454) Mariomelita est un astéroïde de la ceinture principale. Il fut découvert le 28 février 1981 à l'observatoire de Siding Spring par Schelte J. Bus. Il présente une orbite caractérisée par un demi-grand axe de 2,60 UA, une excentricité de 0,10 et une inclinaison de 14,6° par rapport à l'écliptique.